# Маріо Менендес
Маріо Менендес (ісп. Mario Menéndez; 3 квітня 1930 — 18 вересня 2015) — бригадний генерал Збройних сил Аргентини, командувач у Фолклендській війні.

## Біографія
Народився 3 квітня 1930 в м. Чаньяр-Ладеадо, що в провінції Санта-Фе. Розпочав свою військову кар'єру в званні кадета в Державній військовій академії (Colegio Militar de la Nación) .
У 1981 році в званні полковника взяв участь в операції «Незалежність» з придушення повстанців Революційної армії народу в провінції Тукуман . У 1982 році став генералом армії і командувачем Першим армійським корпусом .
7 квітня 1982 року Маріо Менендес прибув в Порт-Стенлі, адміністративний центр Фолклендських островів, через кілька днів після початку військового наступу Аргентини у ході Фолклендської війни. 26 квітня 1982 року призначив себе військовим губернатором Фолклендських островів, Південної Джорджії і Південних Сандвічевих островів, а потім затверджений на цій посаді урядом Аргентини .
14 червня 1982 року Маріо Менендес провів по радіо переговори з президентом Аргентини Леопольдо Галтієрі про подальші дії в умовах неминучої поразки. У цій розмові Леопольдо Гальтієрі спробував перенести відповідальність за продовження військових дій на Маріо Менендеса, заявивши, що саме він несе відповідальність за прийняття рішень. Маріо Менендес після переговорів втратив впевненість у підтримці уряду Аргентини і в той же день капітулював перед Збройними силами Великої Британії . 27 липня 1982 роки після закінчення Фолклендської війни Маріо Менендес був знятий з усіх своїх військових посад .
У жовтні 1983 року і в останні кілька місяців президентства Рейнальдо Біньоне Маріо Менендеса заарештовали на 60 діб як дисциплінарне покарання. Арешт, найімовірніше, був пов'язаний з публікацією книги про його досвід під час Фолклендської війни .
Менендес помер у Буенос-Айресі 18 вересня 2015 року, через два тижні після госпіталізації.  У 2019 році повідомлялося, що прах Менендеса був таємно розкиданий на Фолклендських островах у грудні 2015 року без згоди уряду Фолклендських островів.